# Napoleon 1. af Frankrig
 "Napoleon" omdirigeres hertil. For andre betydninger af Napoleon, se Napoleon (flertydig).
Napoléon Bonaparte (født 15. august 1769, død 5. maj 1821) var Frankrigs førstekonsul fra 1799 og var franskmændenes kejser under navnet Napoléon I fra den 18. maj 1804 – 11. april 1814 og igen 20. marts – 22. juni 1815. Han erobrede og regerede det meste af det vestlige og centrale Europa.

## Napoleons liv & levned

### Ungdom og karriere
Napoleon Bonaparte blev født i byen Ajaccio på Korsika som Napoleone di Buonaparte i en lavadelig familie af italiensk afstamning. Skønt han ikke var den ældste søn, blev han efter faderens tidlige død familiens egentlige overhoved. Han blev uddannet på franske militærskoler, men kæmpede i det meste af sin ungdom for et selvstændigt Korsika. Under revolutionen sluttede han sig, mest af praktiske grunde, til jakobinerne og gjorde hurtigt karriere som general. Han fik sit militære gennembrud gennem sin indsats under Toulons generobring 1793. Jakobinernes fald 1794 bragte ham en overgang i unåde, men 1796 blev han leder af hæren i Italien med hjælp fra overdirektøren Barras, hvis forhenværende elskerinde, Joséphine de Beauharnais, han samtidig giftede sig med. Gennem de to felttog til Italien 1796-97 og Egypten-Syrien 1798-99 skabte han sig en position som landets mest succesrige general. Det første felttog viste for alvor hans evner som leder af lynkrig, desuden trådte han frem som politisk faktor ved på egen hånd at slutte fred med Østrig, da han giftede sig med den østrigske Marie Louise fra Habsburg familien. Det andet felttog endte trods begyndende sejre i fiasko, men skabte også sensation om hans navn. Ved sit statskup i efteråret 1799 (Brumairekuppet) udnævnte han sig selv til førstekonsul med støtte fra regerings- og militærkredse, der ønskede et mere effektivt styre, og de kommende 15-16 år var han landets enehersker.

### Den Franske Revolution
Den 14. juli 1789 råbte den fængslede Marquis de Sade til borgerne udenfor, at man var begyndt at dræbe fangerne derinde. Det var dråben, der fik bægeret til at flyde over. Rygtet spredtes hurtigt gennem Paris’ gader, og selv medlemmer af kongens garde mødte op. De havde fire kanoner med, og alle uden for Bastillen blev enige om at vælte kongen. Det gjorde de ved at overtage Bastillen og bemægtige sig dens arsenal af våben og ammunition. Det var startskuddet til borgerkrigen, hvor forskellige fraktioner fik magten. 

#### Frankrigs Forfatning
I 1791 kom det første resultat af borgerkrigen: En forfatning, der gav borgerne større frihed. 
Det var Napoleon rigtig tilfreds med.

#### Frankrigs Nationalsang
Forfatningen blev hyldet med en sang La Marseillaise – i dag Frankrigs Nationalsang. 
Frankrig kom i krig mod Egypten og Syrien. I 1796 gik Napoleon mod Norditalien, mens en anden fransk hær tog en mere direkte vej mod Wien. Han slog ikke kun den østrigske hær i Norditalien, men nåede tillige næsten frem til Wien. 
Derefter drog han til Paris, hvor han blev hyldet som en helt. 

#### Invasion af Egypten
I 1798 sendtes han til Egypten med 38.000 mand og vandt her Slaget ved Pyramiderne. Slaget kostede omkring 20.000 døde mamelukker, mens napoleonshærens tab beløb sig til omkring 300 døde eller sårede franskmænd. 
Napoleon fortsatte sit felttog mod Palæstina, hvor han mødte en helt anden modstand og led store tab. Napoleon fandt det klogest at vende hjem. Hjemturen blev foretaget så hurtigt, at den næstkommanderende ikke engang nåede at få noget at vide om sin forfremmelse, før Napoleon sendte ham et brev fra Paris. 
Tilbage i Paris blev han hyldet som helt igen.

#### Napoleons Statskup
I begyndelsen af 1799 blev revolutionen mere og mere ustabil, og Napoleon brugte lejligheden til at lave et statskup, Brumairekuppet. Navnet skyldes datoen den 18. Brumaire VIII i Den franske republikanske kalender, svarede til den 10. november 1799. Direktoratet blev væltet, og Napoleons konsuler overtog magten. Han blev selv førstekonsul og var den styrende magt i Frankrig. 
Hans mål var at genforene Frankrig.

### Førstekonsulen
Napoleons styre som førstekonsul cementerede hans magt. Udadtil gennemførte han sejrrigt en krig mod den Anden Koalition, og 1802-03 herskede endog en kortvarig fred med England. Indadtil arbejdede han med stor energi og skabte orden og disciplin efter omvæltningerne. Organiseringen af landets provinser blev konsekvent gennemført. Der blev oprettet en række eliteskoler og militærakademier, som skulle uddanne en loyal embeds- og officersstand, og endelig indførtes den store lovsamling Code Civil (også kaldet Code Napoléon) i 1804. Lovene beskyttede bøndernes nye ejendom og accepterede lighed for loven, men forringede både arbejderes og kvinders rettigheder. Samtidig forsonede han sig med kirken (1801) og anerkendte katolicismen som landets religion, ligesom han gav landflygtige adelige fuld ret til at vende tilbage og arbejde i hans tjeneste. Styret fungerede i øvrigt som et effektivt diktatur med censur og politistatsmetoder, men større ændringer legitimeredes af "folkeafstemninger". I disse år nød han sandsynligvis stor opbakning fra befolkningen, dels på grund af den indre ro, dels fordi landet ikke berørtes direkte af krig. Blandt Napoleons nærmeste medarbejdere var udenrigsministeren Talleyrand og politiministeren Fouché. Efter handelsstridigheder brød krigen med England atter ud 1803, og et stigende behov for mere formel magt førte til, at Napoleon 1804 opgav sin officielt republikanske rolle og indførte kejserdømmet.

### Kejserdømmet til 1812
Den 2. december 1804 lod Napoleon sig udnævne til kejser. Målet var at sikre magten for sin slægt og at skaffe sig mere prestige i udlandet. Hans status som kejser pegede desuden tilbage til det romerske rige og derved på kravet om et imperium. Hele hans regeringstid blev præget af krigen. Da han ikke kunne gennemføre en invasion i England, satsede han på landkrig. 1805 foretog han et sejrrigt fremstød mod den Tredje Koalition, slog den østrigsk-russiske hær ved Austerlitz (december 1805), tvang Østrig ud af koalitionen og opløste 1806 det Tysk-romerske Rige. Krigen mod Rusland fortsatte endnu et par år, hvor Preussen trådte ind på allieret side 1806, men landet blev næsten omgående overvundet og besat. Ved freden i Tilsit 1807 trådte Rusland ud af koalitionen og accepterede Napoleons dominans mod ikke selv at afstå noget; Preussen måtte foretage store afståelser, og hele Tyskland blev reelt en vasalstat af Frankrig. Den franske flådemagt var imens gået tabt i søslaget ved Trafalgar 1805. Napoleon prøvede derfor at blokere England til kapitulation ved fastlandsspærringen fra 1807 med det mål at afskære landet fra al handel med kontinentet. Det medførte en udvidelse af krigen for at få alle med, hvorunder Napoleon besatte Spanien og Portugal 1807-08. Det resulterede i åbent oprør, og fra 1808 rasede en blodig og hensynsløs krig i Spanien, hvor England hurtigt intervenerede. Napoleon kørte fast her, men beholdt overtaget på andre fronter. En østrigsk genindtræden i krigen 1809 førte til ny fransk sejr, og 1810 nåede Napoleon sin største sociale succes, da han blev den østrigske kejsers svigersøn. I Tyskland gærede så småt et oprør mod hans styre, men endnu omkring 1810 havde han stort set styr på situationen. I hele sin regeringstid oprettede han flere steder lydstater og "uafhængige" provinser, som reelt var under fransk kontrol. Han indsatte familie og medkæmpere som regenter, således broderen Jérome Bonaparte i "Kongeriget Westfalen". Og en anden broder Joseph Bonaparte først i Napoli – hvor han afløstes af svogeren Murat – og derefter i Spanien. 

### Fald og fangenskab
Det blev forholdet til Rusland, der markerede begyndelsen til enden for Napoleon. Russerne havde ikke haft økonomisk fordel af fastlandsspærringen og begyndte at tage afstand fra ham, indtil de til sidst fremtvang et brud i 1812. Samme år foretog han et stort felttog til Rusland, hvor han besatte Moskva. Russerne afbrændte byen og ødelagde forsyningsmulighederne, således at han måtte føre hæren tilbage. Størstedelen af den gik tabt af kulde og sult. Af de omkring 500.000 mand, som var draget i krig sammen med Napoleon, var det kun 25.000 som kom hjem i live. Nederlaget blev signalet til åbent oprør i Tyskland, og skønt Napoleon vandt flere store sejre, blev han omsider besejret ved Leipzig 1813, hvorefter hans herredømme brød sammen. De allierede invaderede Frankrig. Hær og politikere faldt fra, og april 1814 blev han tvunget til at abdicere og tage ophold på Elba, som han styrede som en slags lokalfyrste. I 1815 forsøgte han et come-back som kejser, gik i land i Sydfrankrig og satte sig i spidsen for de tropper, der var blevet sendt dertil for at pågribe ham. På kort tid lykkedes det ham at sikre sig magten i Frankrig (regeringsperioden kaldes de 100 dage), at opstille en ny hær og at indlede kampen mod de samlede europæiske magter. Ved Slaget ved Waterloo i juni led hans hær det endelige nederlag. Han blev taget til fange og deporteret til øen Sankt Helena i det sydlige Atlanterhav. Her døde Napoleon den 5. maj 1821. Der har været rygter om, at han blev myrdet på initiativ af den franske regering. Påstande om arsenikforgiftning har været fremført, men er hver gang blevet afvist som usikre og utilfredsstillende. Den officielle dødsårsag var kræft. En myte påstår, at hans klassiske positur med højre hånd stukket ind mellem knapperne og hvilende på venstre side af maven skyldes smerterne fra en kræftknude i maven. I 1840 overførtes hans lig til Frankrig, hvor hans sarkofag står i Invalidekirken

### Tilbage igen – de 100 dage
Efter Napoleons abdicering overtog Ludvig 18. tronen i Frankrig. Han var uduelig, og landets borgere længtes efter Napoleon. Napoleon overvejede længe at holde sig helt væk fra Frankrig, men den 28. februar 1815 bestemte han sig for at generobre tronen. Han havde næsten 1.000 mænd, men ønskede at undgå at bruge dem. I Paris spredtes nyheden om, at Napoleon var gået i land i Marseille. Ludvig den 18. beordrede Napoleon dræbt og sendte hæren til Lyon. Napoleon nåede byen Grasse, hvor 5. linieregement var stationeret. Da Napoleon ankom, anede ingen, at det var ham. Han havde nemlig en russisk uniform på. Foran ham stod 700 musketerer med geværerne ladt klar til at skyde mod Napoleon og hans 1.000 mænd. Napoleons musikkorps fik ordre til at spille La Marseillaise, der var forbudt under Ludvig den 18. Da musikken lød, tog Napoleon hætten af og viste sit ansigt for soldaterne. De jublede og råbte: "Længe leve kejseren". Napoleon nåede Grenoble, hvor 7. linieregement var. Regimentschefen, oberst Charles, beordrede sine soldater til at skyde Napoleon, men de tøvede, og Napoleon kom tættere på. Soldaterne havde ladte geværer. Da Napoleon stod blot 10 meter fra dem, smed de deres geværer, for de mente, at de tjente bedre under Napoleon. Herefter overgav obersten sit regiment til Napoleon. Da Napoleon nåede Lyon, var hæren endnu ikke nået dertil. Bønderne i Lyon var glade for at se den tidligere kejser, og ingen i hæren ville følge ordren om at slå Napoleon ihjel. Marskal Ney, kejserens næstkommanderende, sluttede sig til ham. Den 19. marts 1815 flygtede kong Ludvig til Belgien, og dagen efter nåede Napoleon Paris. Her blev han kejser igen. Napoleon fik sin ven Constant til at lave en forbedret udgave af forfatningen fra 1791. Den gav borgerne mere frihed og indførte demokrati i Frankrig. Inden forfatningen blev underskrevet, prøvede han sit nye system og sendte forfatningen til folkeafstemning. Den blev vedtaget med 99,9 % stemmer for og 0,1 % imod. I 1814 havde Wienerkongressen fastlagt det nye Europas grænser, hvilket kom Frankrig til gode. Napoleon sendte breve til alle generaler, konger og kejsere i Europa om, at de gamle grænser stadig skulle gælde. Han bad om medynk og fred i Frankrig, der led. Wellington og Blücher lod sig ikke narre. De erklærede straks krig mod Napoleon, som ville være alt for farlig, hvis han fik opbygget sit imperium igen. Den 12. juni 1815 forlod Napoleon Paris for at udkæmpe Slaget ved Waterloo, der blev hans sidste slag.

### Slaget ved Waterloo
Den 13. juni 1815 stod de fire stormagter klar til slaget om Europa. Napoleon vidste, at hvis han kunne besejre Wellington, ville de andre tre bøje sig for ham. Derfor begyndte Napoleon med Wellington. Få soldater fra Napoleons hær fik lokket Wellington og hans kavalerister ud på slagmarken. Her stod Napoleons kanoner klar til at skyde dem ned, men Wellington fandt en forhøjning på en meter, som alle kavaleristerne og han selv kunne gemme sig bag. Det var et tab for Napoleon, for hans soldater, der havde fungeret som lokkemad, blev slagtet. Den 15. juni 1815 faldt 29.000 franskmænd. Samme dag var briternes tab 16.000. Den 16. juni om morgenen var Blüchers hær på vej for at hjælpe Wellington. Denne dag mistede briterne 130.000 soldater og franskmændene 120.000. Det britiske forspring var indhentet, og Napoleon var tilfreds igen. Den 18. juni havde Napoleon alle tiders chance for at vinde slaget ved Waterloo. Wellingtons hær var kommet lidt på afveje, og Napoleon kunne let have omringet og nedkæmpet hele hans hær. Men Napoleon afventede. Der var faldet meget regn i ugerne forinden, og han forudså, at hans heste og artilleri ville synke i mudderet. Så han valgte at vente. Sent om eftermiddagen fik Napoleons garde ordre til at slå Wellington tilbage. Dem havde ingen slået før, og de skulle vinde krigen for Napoleon. Napoleons garde marcherede og gik til angreb. Da de kom op på den anden side af en bakkeskråning så garden, hvor mange Wellington havde bag sig, og garden flygtede. Napoleon så slaget tabt, og garderne stillede sig i en tyk kæde rundt om Napoleon, for at han ikke skulle blive skudt. Wellingtons hær havde de lige i hælene. Napoleon havde undervurderet Wellington, og i det samme kom Blücher med sin hær. Napoleon så nu ingen anden udvej end at kapitulere, hvilket han gjorde den næste morgen, den 19. juni 1815. Han måtte se sig slået af Europas stormagter. Napoleon flygtede hurtigt til Paris, hvor han tre dage senere blev omringet af Wellington, som ventede ham uden for Paris. Wellingtons krav var, at Napoleon skulle abdicere og afgive tronen til en anden – ellers ville briterne indtage Paris. Napoleon abdicerede og overgav tronen til sin søn Napoleon den 2., som kun fungerede som kejser fra den 22. juni til den 7. juli 1815. Napoleon flygtede til Rochefort, men blev hurtigt fanget og udleveret til Wellington. Briterne sendte ham i eksil på øen St. Helena.

### St. Helena og Wienerkongressen 1815
I efteråret 1815 afholdt de vindende magter en fredskongres i Wien. Udenrigsministrene fra England, Preussen, Tyskland, Rusland og Østrig blev enige om en traktat, som skulle holde Europa ude af krig i mange år. Det lykkedes, for bortset fra mindre krige kom der til at gå næsten 100 år, før tropper overskred grænserne; det var i november 1914, hvor 1. verdenskrig brød ud. Både Wellington, Talleyrand og den danske kong Frederik 6. var med til kongressen. Det var sejrherrerne, der lavede det nye europakort. Det tysk-romerske rige blev ikke genoprettet, men de grænser, som blev slutresultatet, var en god løsning. Under kongressen sad Napoleon på Atlanterhavsøen St. Helena. Napoleon fik stillet en gård til rådighed, men han ville have noget større. I 1816 begyndte Napoleon at skrive notater og erindringer og fik skrevet en del. I årene 1816-1819 dyrkede Napoleon også sin have på gårdspladsen. I 1820 begyndte englænderne angiveligt at forgifte Napoleon. De var bange for, at han skulle flygte derfra lige som på Elba og overtage magten i Frankrig igen. De sidste ni måneder af sit liv tilbragte han i sin dagligstue på St. Helena, og den 5. maj 1821 døde han. Han havde været kejser af det halve Europa med en magt ud over alle grænser samt en fantastisk evne til at føre krig. Der var sørgedag, da nyheden nåede Paris og de andre byer i Frankrig om, at den store kejser var faldet. Napoleon var længe begravet på St. Helena, men Napoleons nevø, Napoleon 3., ville have Napoleon begravet i Paris, og i 1840 kom Napoleons lig til Paris, hvor han blev endeligt begravet i Les Invalides.

## Bedømmelsen
Napoleon er én af nyere tids mest omdiskuterede politiske skikkelser: Af tilhængerne hyldet som militærgeni og nationalhelt, af modstanderne fordømt som magtmenneske og diktator. 

### Som militær
Der hersker næppe tvivl om, at han er blandt verdenshistoriens største generaler, på linje med Alexander den Store, Hannibal,Djengis Khan og Julius Cæsar. Hans styrke lå i hans talent for at overraske og uskadeliggøre fjenden i afgørende slag. Han udviklede strategien med ildvåben i kamp. Han viste personligt mod og havde en glimrende evne til at virke som soldaternes ven.

### Administration og fornyelse i forvaltning
Også som administrator og statsleder var Napoleon praktisk og dygtig, selv om hans styrke nok mere lå på det militære felt. 

### Politisk
Derimod er meningerne langt mere delte om hans person og politiske mål. Han har ofte været fremstillet som "revolutionens søn" og set som en progressiv skikkelse, der videreførte de revolutionære resultater. Dette billede er formentlig kun delvis rigtigt. Hans herredømme betød en effektivisering af det franske statsstyre efter flere års kaos og magtkampe, men næppe en demokratisering. 
Der var praktiske årsager til de fleste revolutionære resultater, han bevarede, såsom behovet for at binde bønderne til statsmagten ved at sikre deres jordejendom eller at skaffe bedre officerer gennem hurtigere avancementer. Derimod blev både arbejderklassen og kvinderne stillet juridisk ringere under hans styre. 
Han lod både kirke og den loyale del af adelen genvinde dele af deres indflydelse, så længe de tjente ham. Hans krigspolitik bidrog til at overanstrenge Frankrig, og han synes i ringe grad at have vist interesse for de tab, han dermed påførte landet og befolkningen. 
Han kunne til tider vise sig storsindet, men i andre tilfælde foretog han brutale overgreb på lokalbefolkningerne, når de ikke ville adlyde, både i Italien, Syrien og Spanien.

### Betydning for lande uden for Frankrig
Når hans styre alligevel fik så stor betydning, skyldes det, at revolutionære ideer blev udbredt til de forskellige besatte lande – enten han selv fulgte dem eller ej – og derved slog rod. Napoleonsdyrkelsen, som han selv bidrog til med en effektiv propaganda, holdt sig længe i Frankrig og var en forudsætning for nevøen Napoleon 3.s magtovertagelse 1851. Først efter 1870 mistede dyrkelsen af Napoleon noget af sin kraft.

## Myter om Napoleon
Der hersker en del myter og legender om Napolen ... "og hans titusinde mand"
Der er opkaldt kager efter ham, Napoleonshatten er et begreb. 
"Code Napoleon" ligeså. 

### Napoleons ringe højde
Der er for få eller ingen kildehenvisninger i dette afsnit, hvilket er et problem. Du kan hjælpe ved at angive troværdige kilder til de påstande, som fremføres.

Napoleon var 168,4 centimeter høj, hvilket passede meget godt med gennemsnitshøjden i hans samtid. I sin biografi om Napoleon angiver Herman Lindqvist, at Napoleon målte 1,686 meter, hvilket var fransk middelhøjde på den tid. Lindqvist anfører, at Napoleon dermed var højere end den gennemsnitlige svenske værnepligtige i begyndelsen af 1800-tallet. 
Det var en epoke, hvor mål og vægt havde forvirrende forskellige standarder, og den dygtige propaganda fra England oversatte tomme til tomme fra fransk til engelsk. Da en tomme var henholdsvis 2,71 centimeter i Frankrig og 2,54 centimeter i England, kom Napoleon til at fremstå som 'lille' for den uoplyste læser.
Napoleons egen livgarde bestod af udvalgte og særligt høje soldater, hvorfor synet af ham, omgivet af disse høje mænd, kunne synes at bekræfte, at han vist var en lille mand.
Napoleons kaldenavn "le petit caporal" (den lille Korporal) har føjet til forvirringen, da nogle ikke-frankofoner fejlagtigt har fortolket petit ved sin bogstavelige betydning af "lille". Faktisk er det et kærligt udtryk, der reflekterer over hans kammeratskab med almindelige soldater. 

## Familieforhold
Napoléon Bonaparte var fra 1796-1809 gift med Joséphine de Beauharnais og fra 1810 med Maria Louise af Østrig. Med sidstnævnte havde han sit eneste officielle barn, sønnen Napoleon 2. (kaldet "kongen af Rom").
Hans brødre var Joseph Bonaparte, konge af Napoli og senere Spanien, Lucien Bonaparte, Louis Bonaparte, konge af Holland (fader til Napoleon 3.), og Jerome Bonaparte, konge af Westfalen, stamfader til den nuværende Bonaparteslægt. Af hans tre søstre var Maria gift med den italienske officer Felix Bacciochi, Caroline med marskal Joachim Murat og Pauline først med general Leclerc, senere med fyrst Borghese.
Bonaparte stræbte gennem hele sin periode som kejser efter at blive accepteret af Europas kongehuse. Dette lykkedes delvist ved at få giftet nogle af sine brødre ind i kongelige familier. Han giftede sig selv med Maria Louise af Østrig for at forhindre at Østrig skulle angribe Frankrig. Dette ægteskab blev dog ikke nogen hindring for den 3. Koalition mod Frankrig.

## Napoleons væsentligste slag
Slaget ved Lodi (1796) | Rivoli (1797) | Arcole (1797) | Pyramiderne (1798) | Palæstina (1799) | Marengo (1800) | Hohenlinden (1800) | Austerlitz (1805) | Jena (1806) | Eylau (1807) | Friedland (1807) | Wagram (1809) | Borodino (1812) | Bautzen (1813) | Gross-Görschen (1813) | Dresden (1813) | Leipzig (1813) | Ligny (1815) | Waterloo (1815).

## Napoleon fremstillet på film
Et udvalg af Napoleonfremstillere og film:
Poul Reumert (Madame Sans-Gêne, 1909, dansk version), Albert Dieudonné (Napoleon, 1927), Charles Boyer (Maria Walewska, 1937), Marlon Brando (Desirée, 1954), Raymond Pellegrin (Napoleon, ørnen fra Korsika, 1955), Herbert Lom (Krig og fred, amerikansk version 1956), Vladislav Strzhelchik (Krig og fred, sovjetisk version 1965-67), Rod Steiger (Waterloo, 1970), Armand Assante (Napoleon and Josephine, amerikansk tv-serie 1987), Joaquin Phoenix (Napoleon, 2023).